# Pomnik Budowy Szosy Brzeskiej

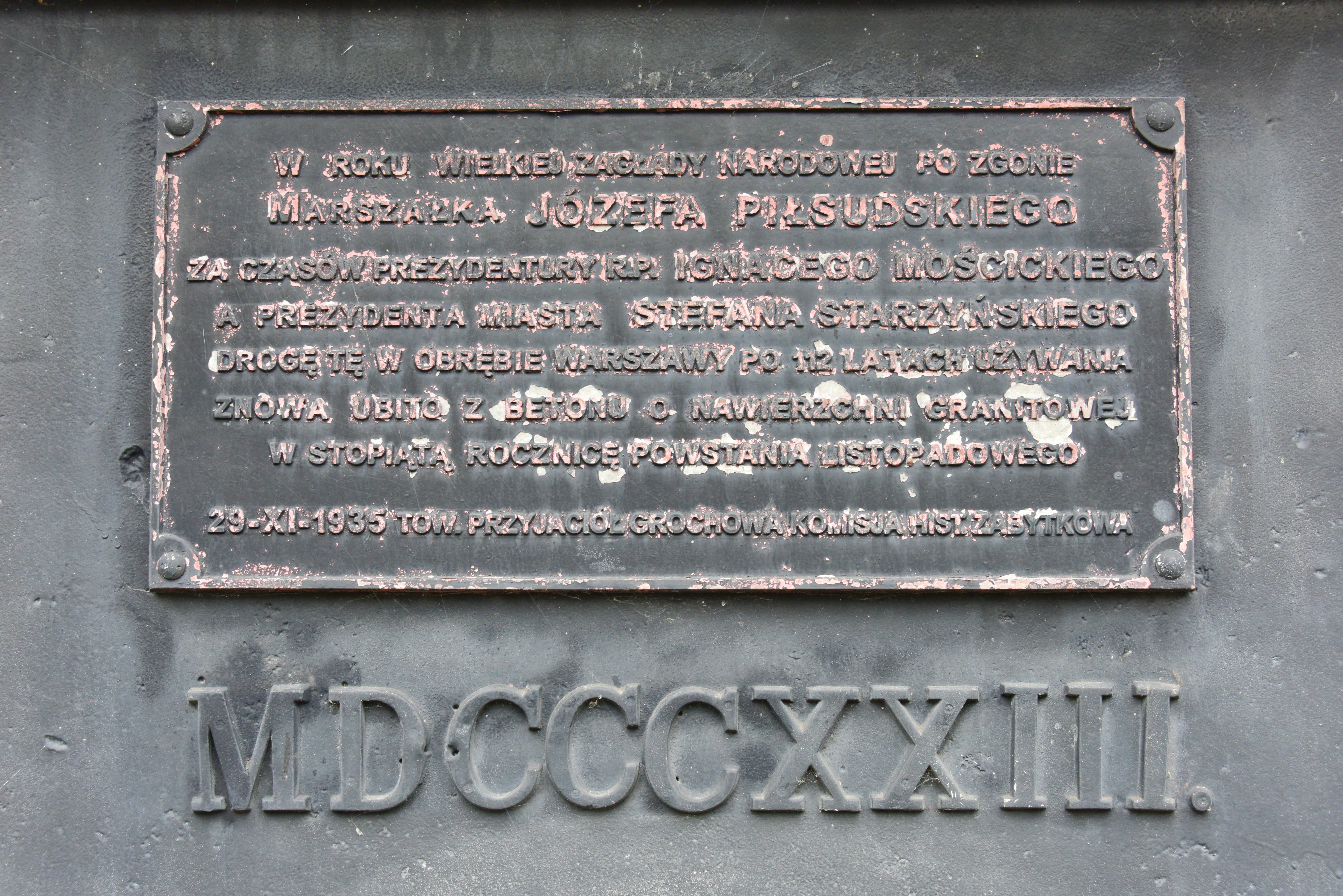
Tablica na pomniku

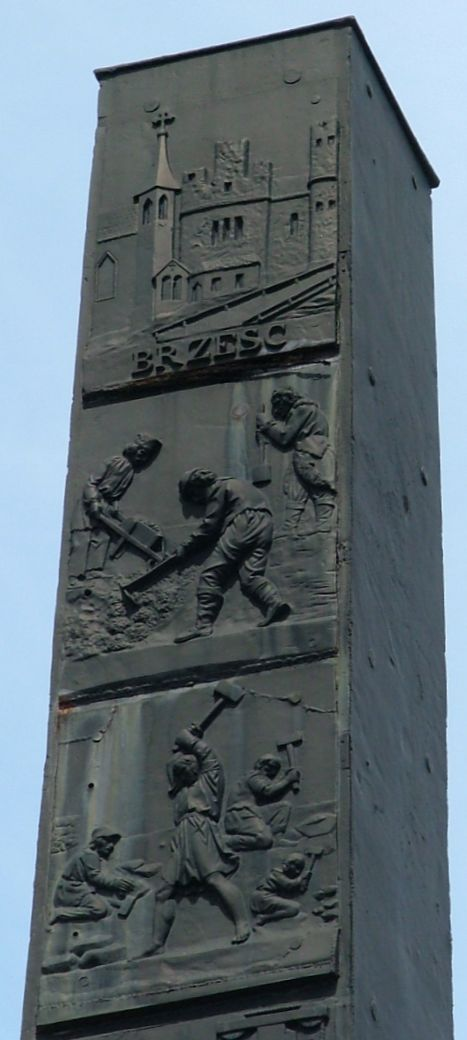
Płaskorzeźby na pomniku

Pomnik Budowy Szosy Brzeskiej (pomnik Pracy) – zabytkowy obelisk znajdujący się na warszawskim Grochowie, przy ulicy Grochowskiej. Odsłonięty w 1825 dla uczczenia budowanej w latach 1820–1823 brukowanej szosy prowadzącej z Warszawy do Brześcia, tak zwanej szosy brzeskiej.

## Historia
Pomnik został ustawiony z inicjatywy Stanisława Staszica w 1825, odsłonięty 21 maja 1825 wraz z identycznym obiektem w Terespolu. Podkreślano, że w ceremonii odsłonięcia brali udział nie tylko inżynierowie czy znane osobistości, ale również robotnicy pracujący przy budowie drogi.
Z okazji ukończenia budowy szosy warszawsko-brzeskiej Mennica Warszawska wybiła dwa medale pamiątkowe. Uczniowie Oddziału Sztuk Pięknych wykonali litografie pomnika, które zostały umieszczone w albumie pod tytułem Rys postawionych pomników i wybitych medalów w Królestwie Polskim w roku 1825.
W literaturze z lat 80. XX wieku podkreślano, że wystawienie pomnika mającego być pamiątką zbiorowego trudu przy tworzeniu przedsięwzięcia o charakterze gospodarczym było zjawiskiem nowatorskim. Owa nowatorskość miała być związana z poglądami Staszica, który uważał, że na upamiętnienie zasługują również inicjatywy przyczyniające się do rozwoju kraju, a nie tylko poszczególne jednostki czy akty zbrojne. 
W 1935 podczas przebudowy ulicy Grochowskiej do obelisku przytwierdzono tablicę, która później zaginęła.
Pomnik restaurowano w latach 1896, 1917 i gruntownie odnowiono w latach 1961–1964 przy przebudowie ulicy Grochowskiej. Następna poważna renowacja obelisku miała miejsce w 1984. Metodą opracowaną przez Instytut Mechaniki Precyzyjnej w 1976 zabezpieczono obelisk przed dalszą korozją.

## Opis pomnika
Pomnik ma wysokość około 14 metrów i ustawiony jest na czworobocznym cokole. Wykonany jest z żeliwa i ozdobiony płaskorzeźbami, których twórcą był Paweł Maliński. Z żelaza zostało również wykonane ogrodzenie pomnika w postaci czterech słupków połączonych łańcuchem. Wszystkie elementy obelisku zostały odlane w założonej przez Stanisława Staszica hucie w Samsonowie.
Na froncie obelisku widnieje data ukończenia budowy drogi: MDCCCXXII oraz tablica o treści:
W ROKU WIELKIEJ ZAGŁADY NARODOWEJ

PO ZGONIE MARSZAŁKA JÓZEFA PIŁSUDSKIEGO

ZA CZASÓW PREZYDENTURY R.P. IGNACEGO MOŚCICKIEGO

A PREZYDENTA MIASTA STEFANA STARZYŃSKIEGO

DROGĘ TĘ W OBRĘBIE WARSZAWY PO 112 LATACH UŻYWANIA

ZNOWA UBITO Z BETONU O NAWIERZCHNI GRANITOWEJ

W STOPIĄTĄ ROCZNICĘ POWSTANIA LISTOPADOWEGO

29-XI-1935 TOW. PRZYJACIÓŁ GROCHOWA KOMISJA HIST. ZABYTKOWA
Inne znajdujące się na pomniku napisy informują po polsku i łacinie o powstaniu nakładem narodowym drogi długiej 178 staj.
W górnej części pomnika w miejscu gdzie teraz są owalne wgłębienia, znajdowały się herby Królestwa Polskiego. W dolnej części, po bokach pierwotnie mieściły się powiększone awersy i rewersy medali wybitych dla upamiętnienia wydarzenia. Na medalu usuniętym po 1915 znajdował się napis ku czci cara. Inne przedstawiają siedzącą na przyczółku mostu kobietę z kołem i gałązką laurową oraz trzon kolumny.
Południowy bok obelisku (front pomnika) ozdobiony jest płaskorzeźbami przedstawiającymi panoramy Warszawy (nad cokołem), Siedlec (w połowie wysokości) i Brześcia (na szczycie) oraz scenami z budowy traktu:
- kamieniarzy przy produkcji kostki,
- niwelację drogi,
- wbijanie pala,
- brukowanie,
- konserwację,
- wóz z kupcem na drodze, który przejeżdża obok pomnika.

Płaskorzeźby ukazują sceny w sposób realistyczny. Są na nich robotnicy w kubrakach, długich butach, konfederatkach, kapeluszach oraz kmiecie czy bosy wąsaty chłop w baraniej czapce pchający taczkę (na scence prezentującej niwelację drogi).